# Juan Saavedra Ruiz
Juan Saavedra Ruiz (n. Madrid; 1944) es juez magistrado español.

## Biografía
Licenciado en Derecho por la Universidad Complutense de Madrid, ingresó en la carrera judicial en 1973. Nombrado magistrado en 1981, fue Presidente durante 14 años de la Audiencia Provincial de Álava. En 1999 fue designado magistrado del Tribunal Supremo. En diciembre de 2004 presentó solicitud para presidir la Sala de lo Penal del Tribunal Supremo (sala encargada de juzgar a los diputados, senadores y miembros del Gobierno, en su calidad de aforados), junto a los también magistrados Joaquín Delgado García y José Antonio Martín Pallín, en sustitución de Luis Román Puerta, que se jubilaba. En julio de 2005 fue nombrado por el CGPJ presidente de la Sala Segunda del Tribunal Supremo. En abril de 2010 tomó parte en el proceso abierto contra el juez Baltasar Garzón. Pertenece a la asociación Francisco de Vitoria, de tendencia moderada.

## Obras
- Jurisprudencia penal (2005-2007):análisis crítico (enlace roto disponible en Internet Archive; véase el historial, la primera versión y la última)., Consejo General del Poder Judicial, Madrid, 2009.
- Artículos en Dialnet